# Kateřina z Rožmberka
Kateřina z Rožmberka (17. srpna 1457 – 20. srpna 1521), provdaná Šternberková byla česká šlechtična z předního šlechtického rodu Rožmberků.

## Původ
Narodila se jako dcera 3. vladaře rožmberského domu Jana II. z Rožmberka (1434–1472), vrchního hejtmana ve Slezsku, a jeho manželky Anny z Hlohova. Jejími sourozencemi byli 4. vladař rožmberského domu Jindřich V. z Rožmberka (1456–1489), 5. vladař Vok II. z Rožmberka (1459–1505) a 6. vladař Petr IV. z Rožmberka (1462–1523).

## Rodina
V roce 1476 (nebo 1479) se vdala za Petra II. Holického ze Šternberka († 4. června 1514 Líšno), který na konci života zastával úřad nejvyššího zemského sudího a nejvyššího zemského komorníka Českého království.
Porodila následující děti:
- 1. Zdeňka (Sidonia)
  - ∞ Jiří Wolf Haslauer z Haslauru
- 2. Jan († 12. 6. 1551/1548), hejtman Kouřimského kraje
  - 1. ∞ Dorota Bezdružická z Kolovrat
  - 2. ∞ Zdeňka (Sidonie) z Gutštejna
- 3. Hedvika († 1521)
  - ∞ Mikuláš Zajíc z Házmburka († 9. 7. 1496)
- 4. Kateřina (1485–1525)
  - ∞ Bernard II. Bruntálský z Vrbna († 28. 12. 1529)

Ona i její choť byli pohřbeni v kostele svatého Jiljí a Panny Marie Královny augustiniánského kláštera v Třeboni.